# Dimitrios Karapatakis
Dimitrios Karapatakis, gr. Δημήτριος Καραπατάκης (ur. 26 lipca 1947) – cypryjski sportowiec, specjalizujący się w żeglarstwie sportowym.
Uczestnik Letnich Igrzysk Olimpijskich 1980. W parze z Mariosem Karapatakisem zajął 15. miejsce w klasie Latający Holender.